# Skutulsfjörður
Der Skutulsfjörður ist ein Fjord in den Westfjorden von Island.
Auf der Halbinsel Eyri im Skutulsfjörður liegt die Stadt Ísafjörður.
Der Fjord ist der westlichste im Ísafjarðardjúp.
Er ist etwa 3 km breit und reicht über 7 km in das Land, das sich am Berg Kubbi in die Täler Engidalur und Tungudalur teilt.
Durch das letzte, das nördliche, verlief der Vestfjarðavegur  bevor 1996 der Vestfjarðagöng eröffnet wurde.
Seitdem hat diese Straße einen anderen Verlauf und verbindet die Stadt mit der Ringstraße .
Der Djúpvegur  umrundet den Fjord und führt durch weitere Fjorde im Ísafjarðardjúp.
Auf der Landzunge Skipeyri liegt innen im Südwesten des Fjordes der Flughafen Ísafjörður und ist wegen der umliegenden Berge schwer anzufliegen.